# Калинівська сільська рада (Кропивницький район)
| Калинівська сільська рада — колишній орган місцевого самоврядування у Кропивницькому районі Кіровоградської області з адміністративним центром у с. Калинівка. Сільській раді були підпорядковані населені пункти: - с. Калинівка |

## Склад ради
Рада складалася з 14 депутатів та голови.

### Керівний склад ради
| ПІБ                          | Основні відомості                                                               | Дата обрання | Дата звільнення |
| ---------------------------- | ------------------------------------------------------------------------------- | ------------ | --------------- |
| Переверзєв Віктор Васильович | Сільський голова, 1944 року народження, освіта, безпартійний                    | 26.03.2006   | 31.10.2010      |
| Переверзєв Віктор Васильович | Сільський голова, 1944 року народження, освіта середня спеціальна, безпартійний | 31.10.2010   |                 |

Примітка: таблиця складена за даними джерела

## Населення
Згідно з переписом УРСР 1989 року чисельність наявного населення сільської ради становила 915 осіб, з яких 392 чоловіки та 523 жінки.
За переписом населення України 2001 року в сільській раді мешкало 870 осіб.

### Мова
Розподіл населення за рідною мовою за даними перепису 2001 року:
| Мова       | Відсоток |
| ---------- | -------- |
| російська  | 54,61 %  |
| українська | 44,01 %  |
| молдовська | 1,15 %   |
| білоруська | 0,23 %   |